# Oakley (Californie)
Pour les articles homonymes, voir Oakley.
La ville américaine de Oakley est située dans le comté de Contra Costa, dans l’État de Californie. Lors du recensement de 2010, sa population s’élevait à 35 432 habitants.

## Démographie
| 1970  | 1980  | 1990   | 2000   | 2010   | - |
| ----- | ----- | ------ | ------ | ------ | - |
| 1 306 | 2 816 | 18 374 | 25 619 | 35 432 | - |

## Source de la traduction
- (en) Cet article est partiellement ou en totalité issu de l’article de Wikipédia en anglais intitulé « Oakley, California » (voir la liste des auteurs).